# Рабочий Уголок
Рабочий Уголок — посёлок Нижнеломовского района Пензенской области. Входит в состав Атмисского сельсовета.

## География
Находится в северо-западной части Пензенской области на расстоянии приблизительно 17 км на юго-восток по прямой от районного центра города Нижний Ломов.

## История
Основан между 1926 и 1929 годами. В 1955 году колхоз имени Куйбышева. В 2004 году — 11 хозяйств.

## Население
Численность населения: 161 человек (1930), 133 (1959), 72 (1979), 27 (1989), 18 (1996).. Население составляло 14 человека (русские 100 %) в 2002 году, 1 в 2010.